# Yasu (Shiga)
Yasu (野洲市 -shi) é uma cidade japonesa localizada na província de Shiga. A província de shiga tem como atracao principal  o lago Biwa cercado por montanhas.
Em 2003 a cidade tinha uma população estimada em 36 963 habitantes e uma densidade populacional de 912,44 h/km². Tem uma área total de 40,51 km².
Recebeu o estatuto de cidade a 1 de Outubro de 2004.